# Оконські джерела
Око́нські джере́ла (Око́нська крини́ця) — гідрологічна пам'ятка природи місцевого значення в Україні. Розташована у південній частині села Оконськ Камінь-Каширського району Волинської області. 
Площа 0,53 га. Статус надано згідно з розпорядженням Волинської обласної ради депутатів трудящих від 11.07.1972 року № 255 «Про віднесення окремих пам’яток природи місцевого значення області до нової категорії заповідності». Перебуває у віданні ТзОВ «Науково-виробничий центр «Форель». 

## Опис
Майже в центрі озерця Окнище розташовані два потужні джерела карстових вод. Вода виходить з-під землі зі значним тиском, утворюючи на поверхні озера два куполоподібні фонтани, з яких постійно витікають грудочки крейди. 
Вода озера прозора і приємна на смак. Особливістю оконської води є те, що вона не піддається газуванню, хоч до складу її входять вапно, магній, кухонна сіль (1,6 мг/л), проте хімічні та фізичні властивості її досліджені ще недостатньо, і тому вода не використовується для лікувальних цілей. 
Рівень води в озері постійний, воно ніколи не переповнюється, бо сполучається з річкою Окінкою, а також з кількома ставками, де розводять цінну і вибагливу до чистої води рибу — форель. Згодом тут почали розводити й осетрів.

### Фото 2010 року

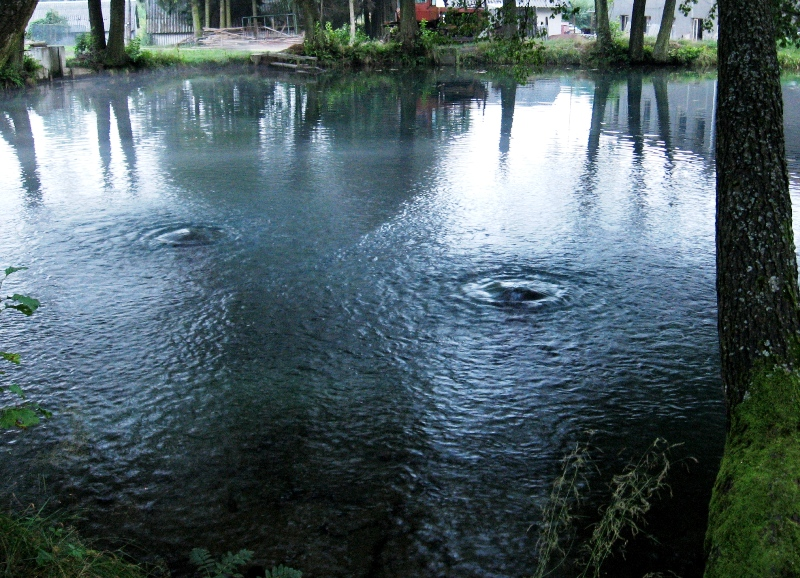

### Фото 2012 року

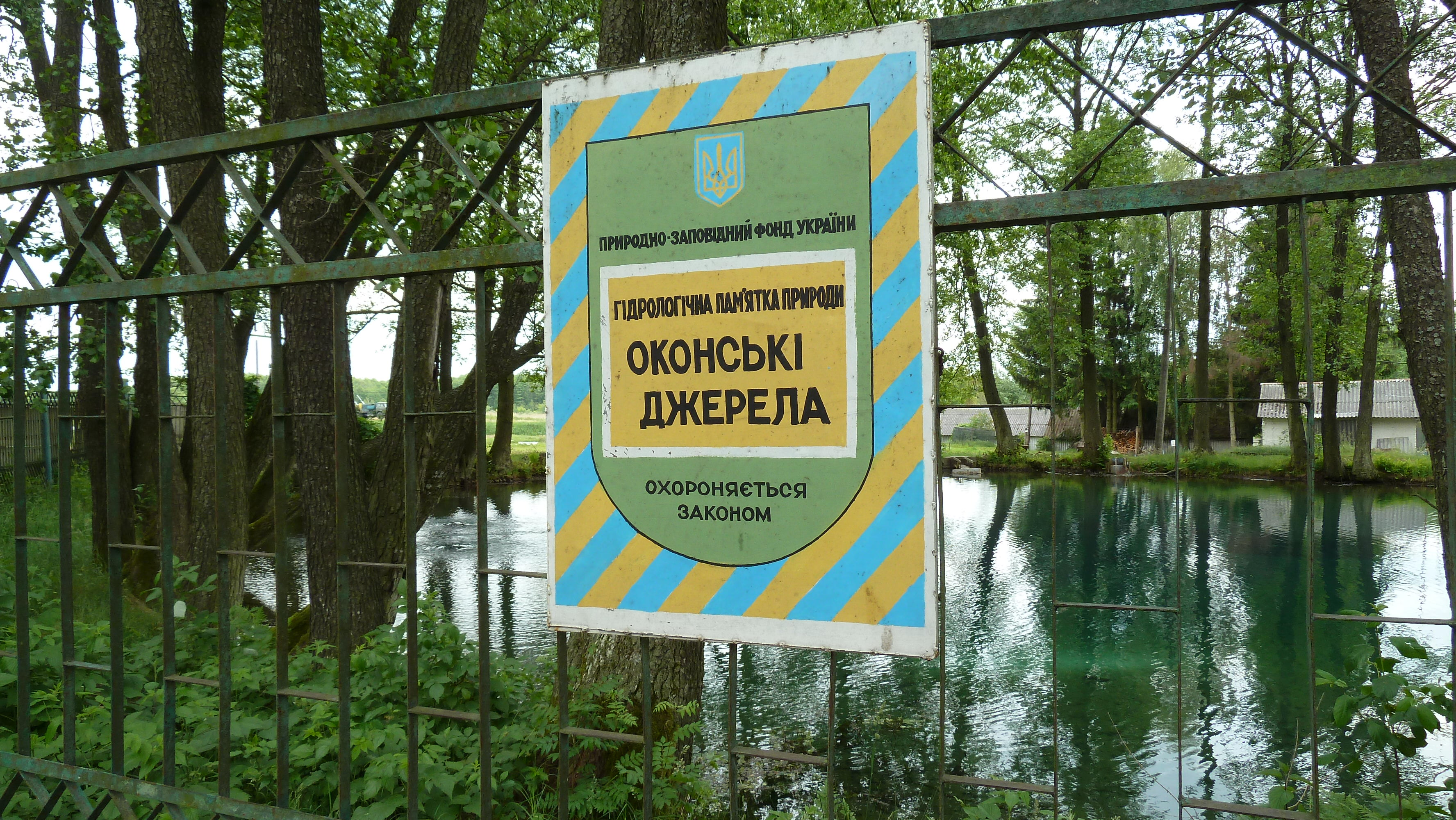
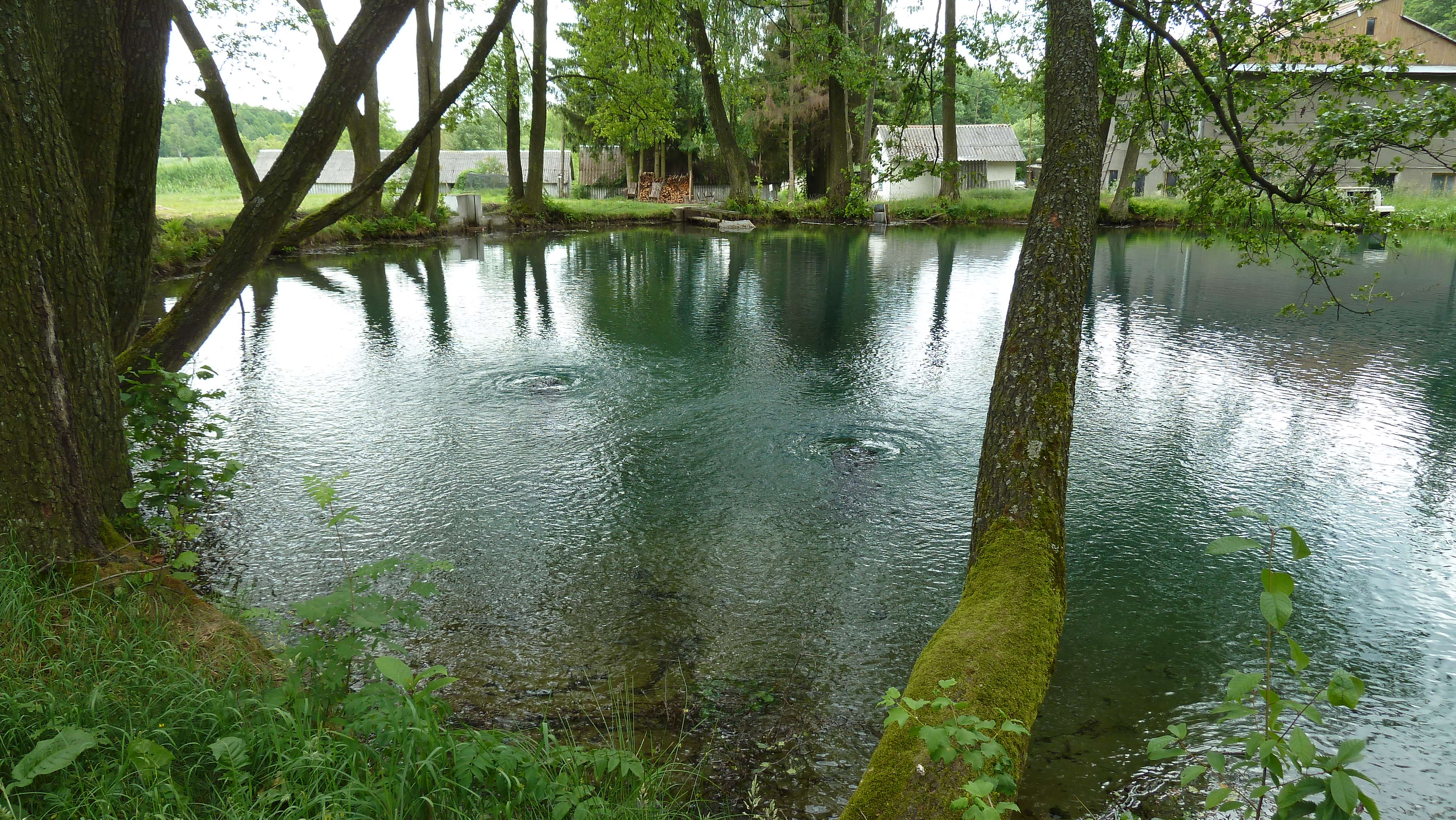
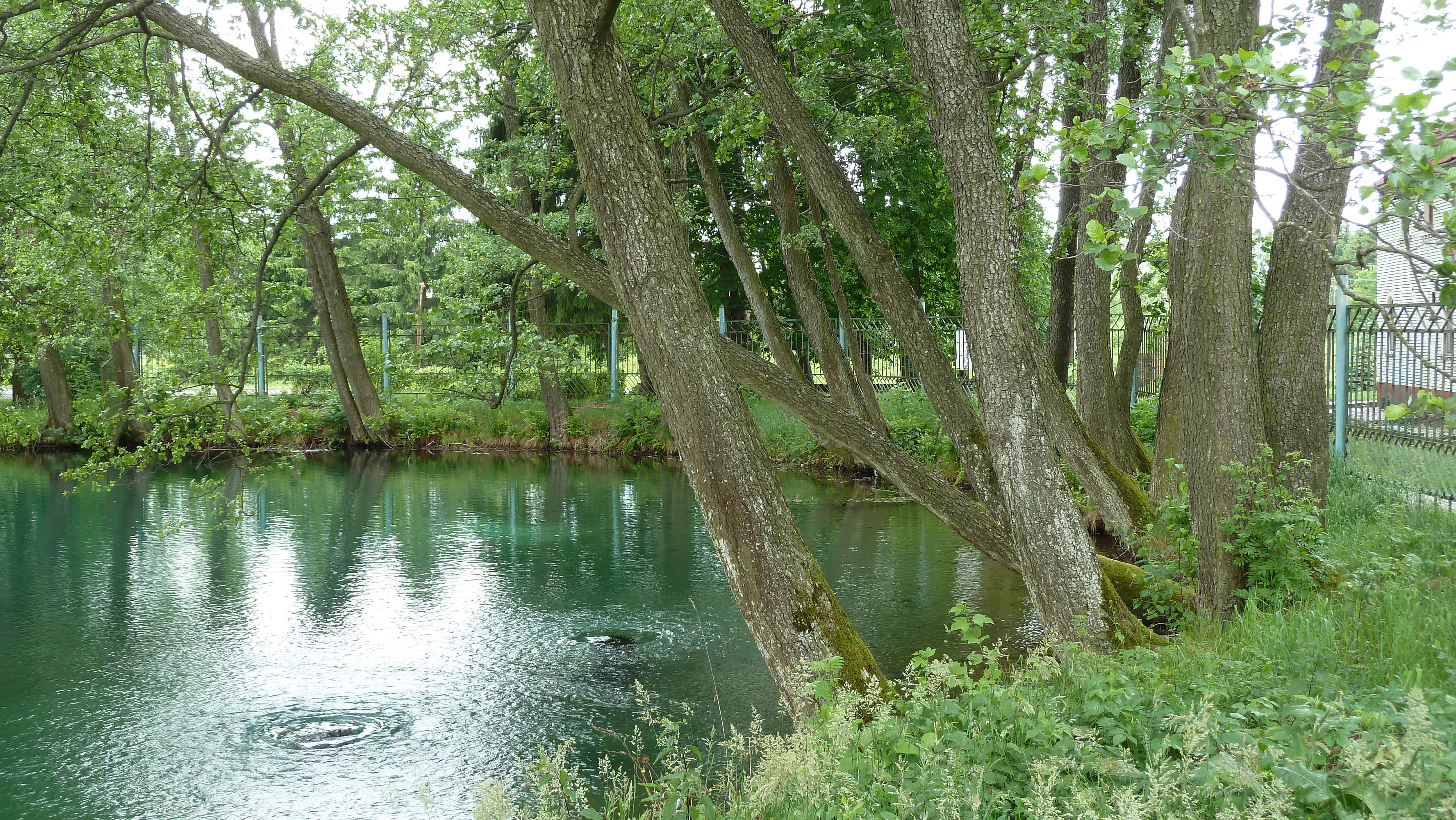

### Фото 2017 року

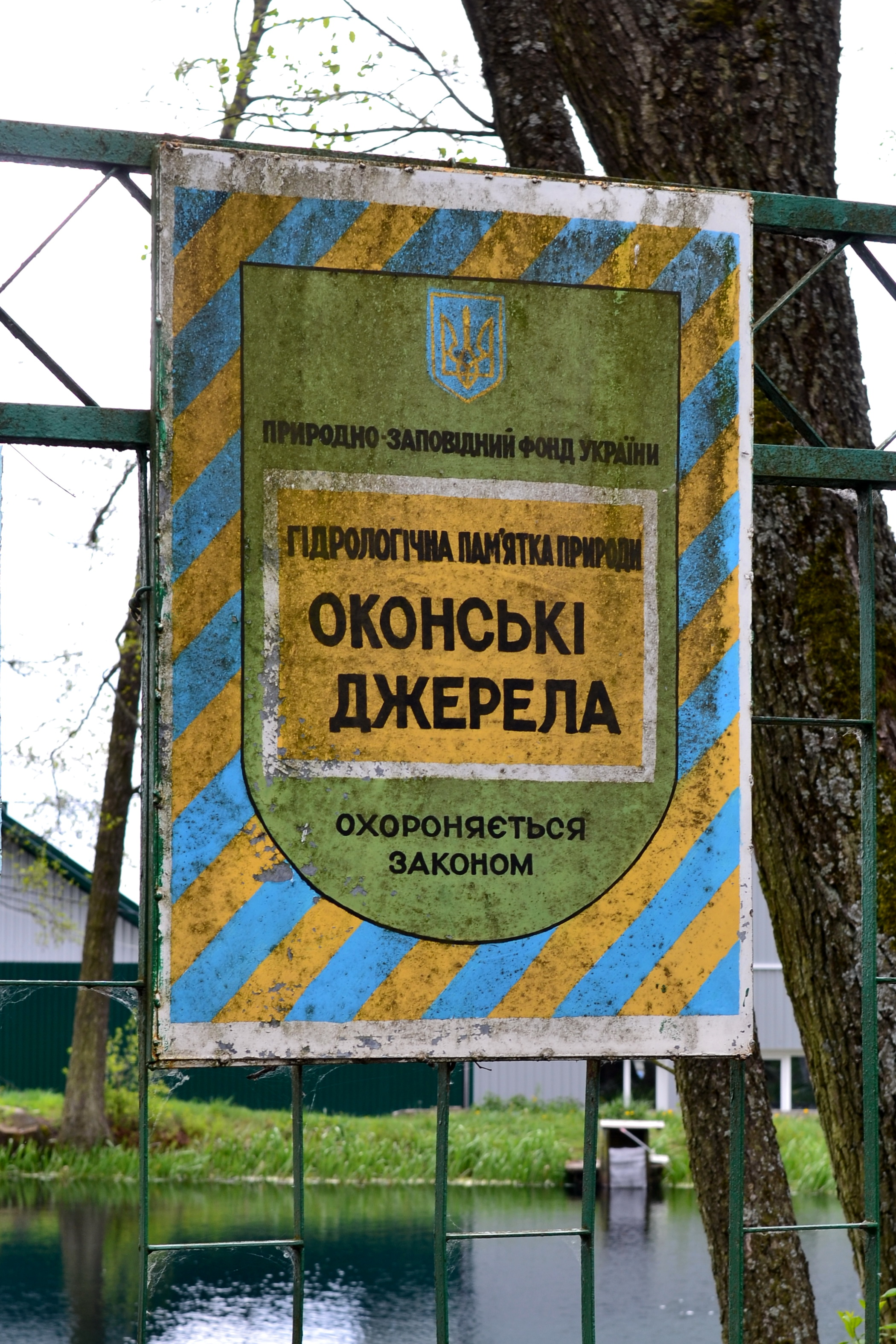
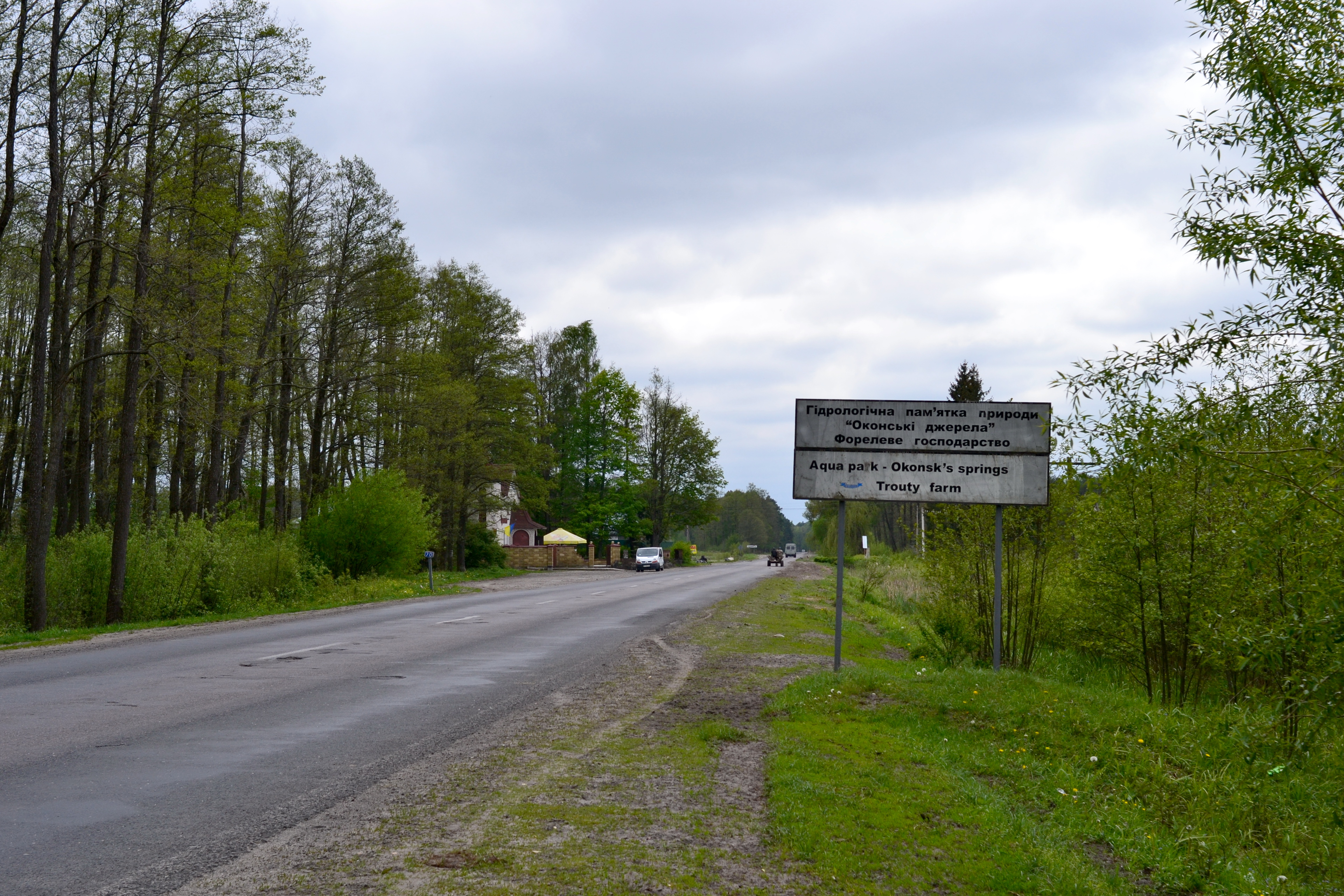
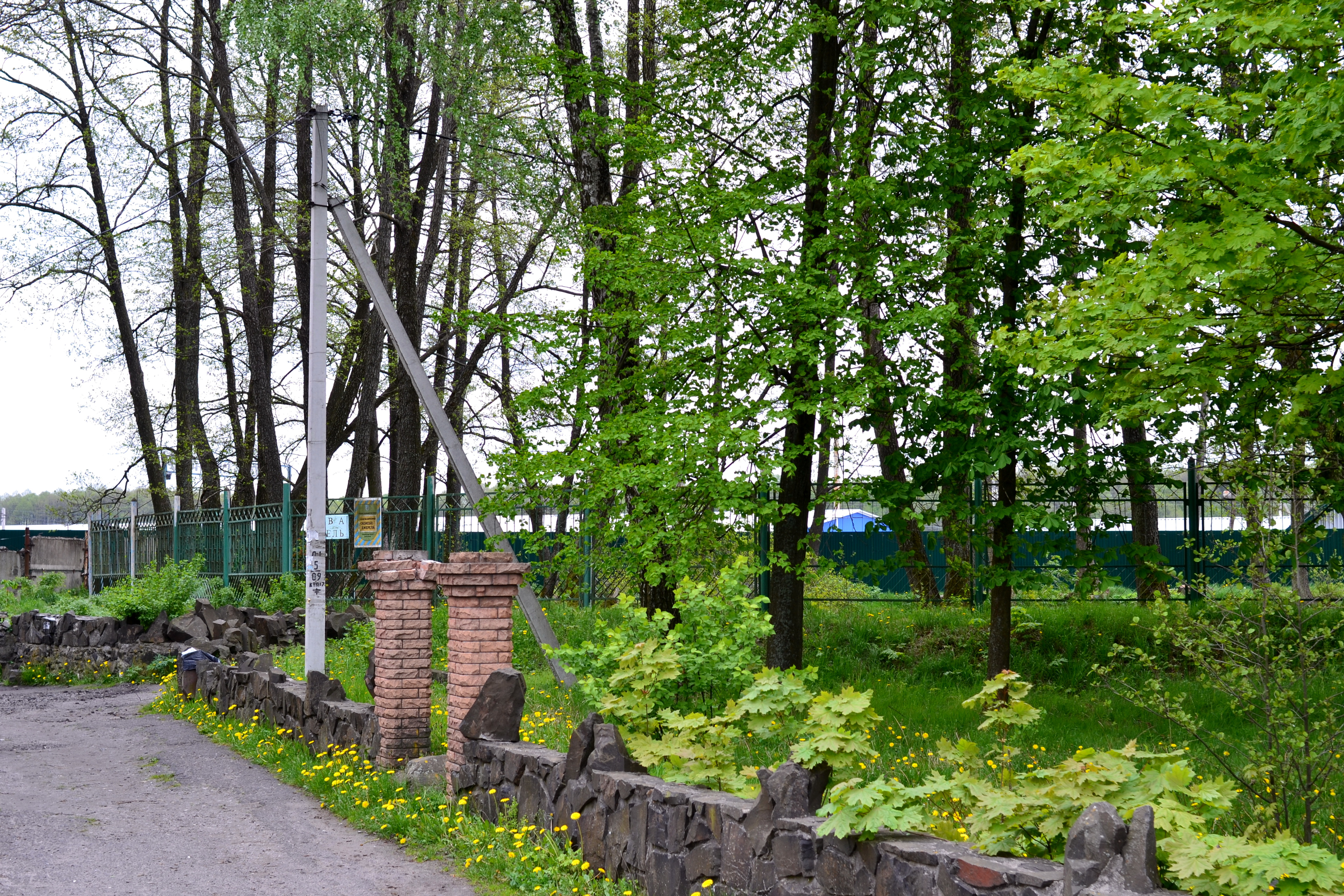
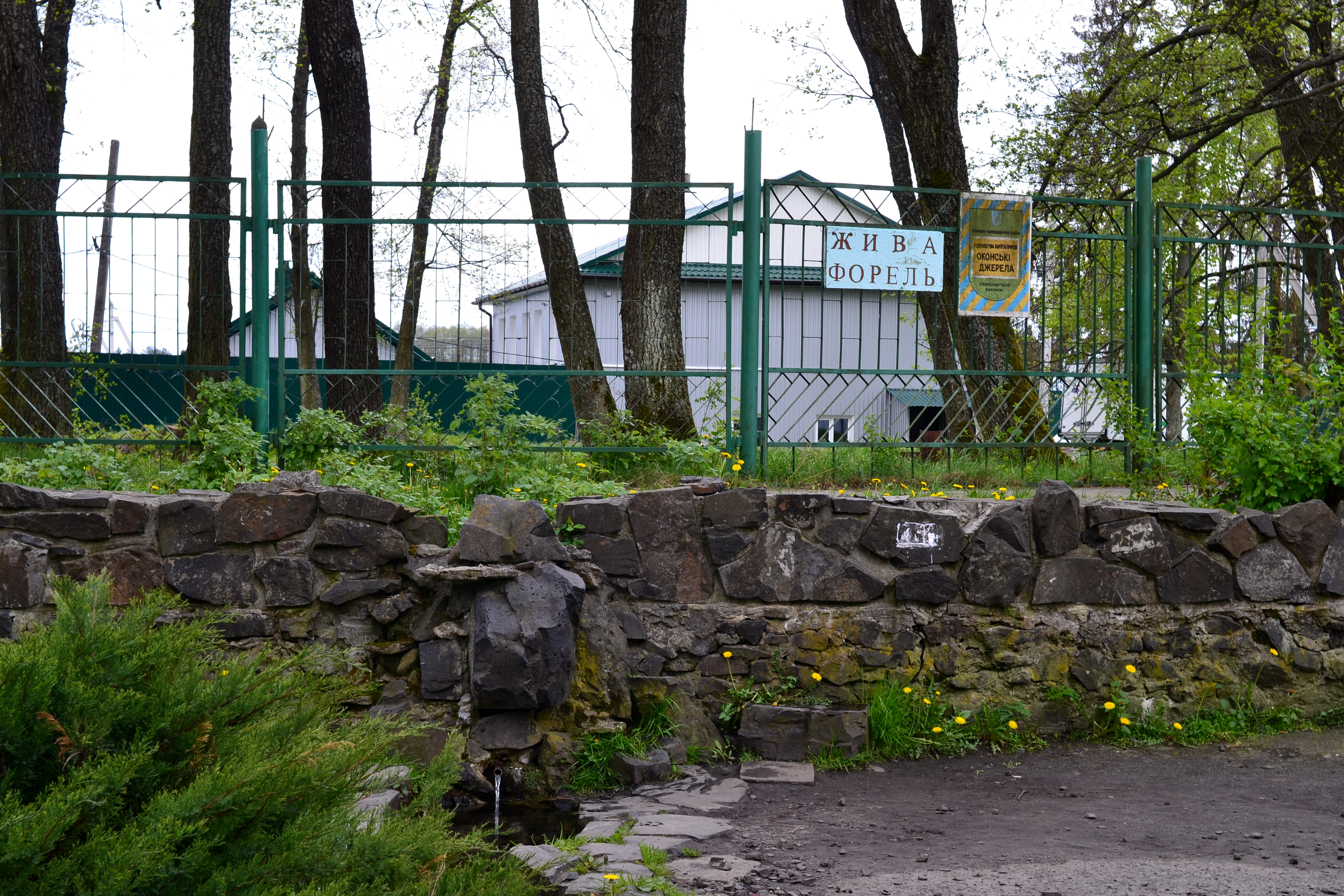
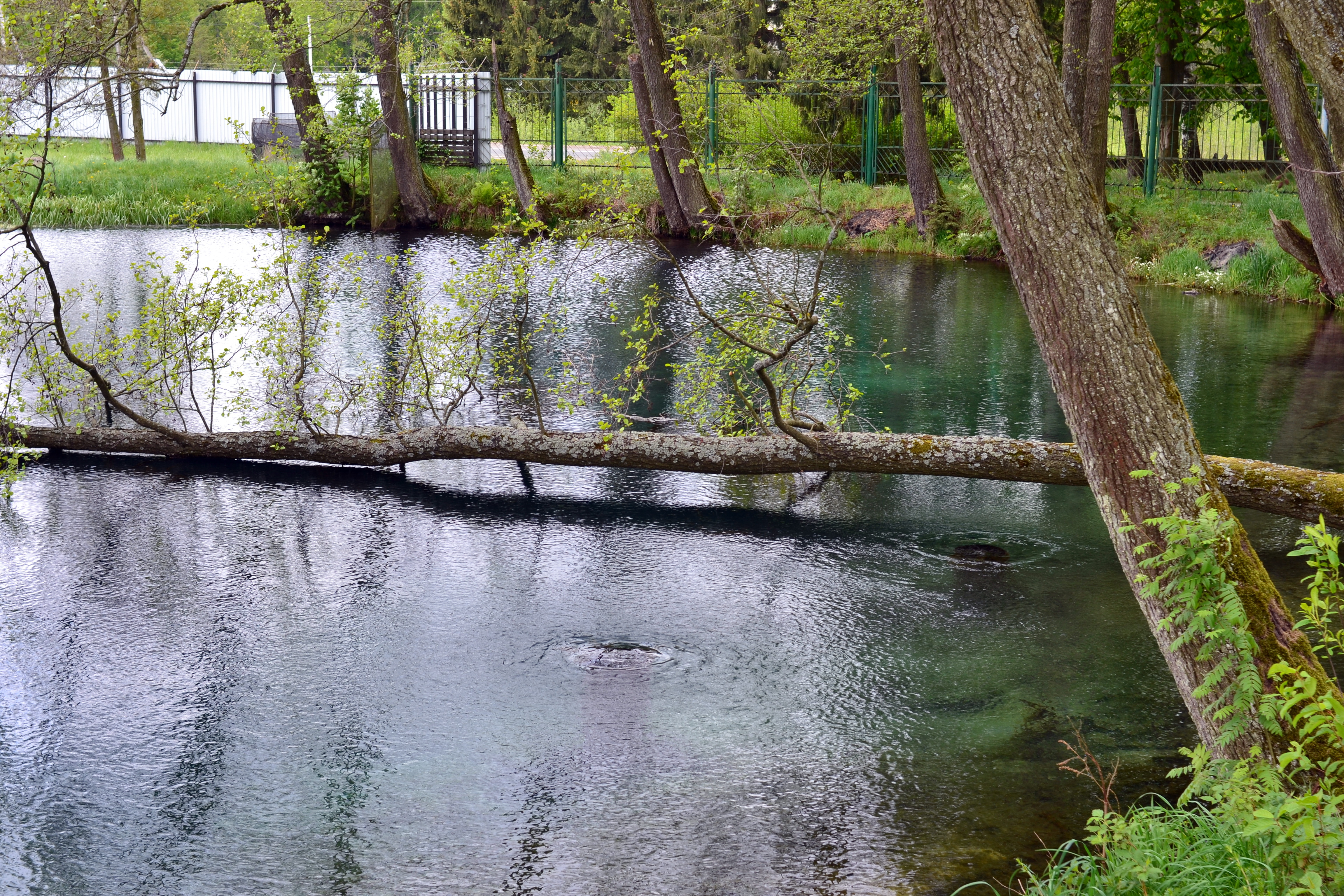
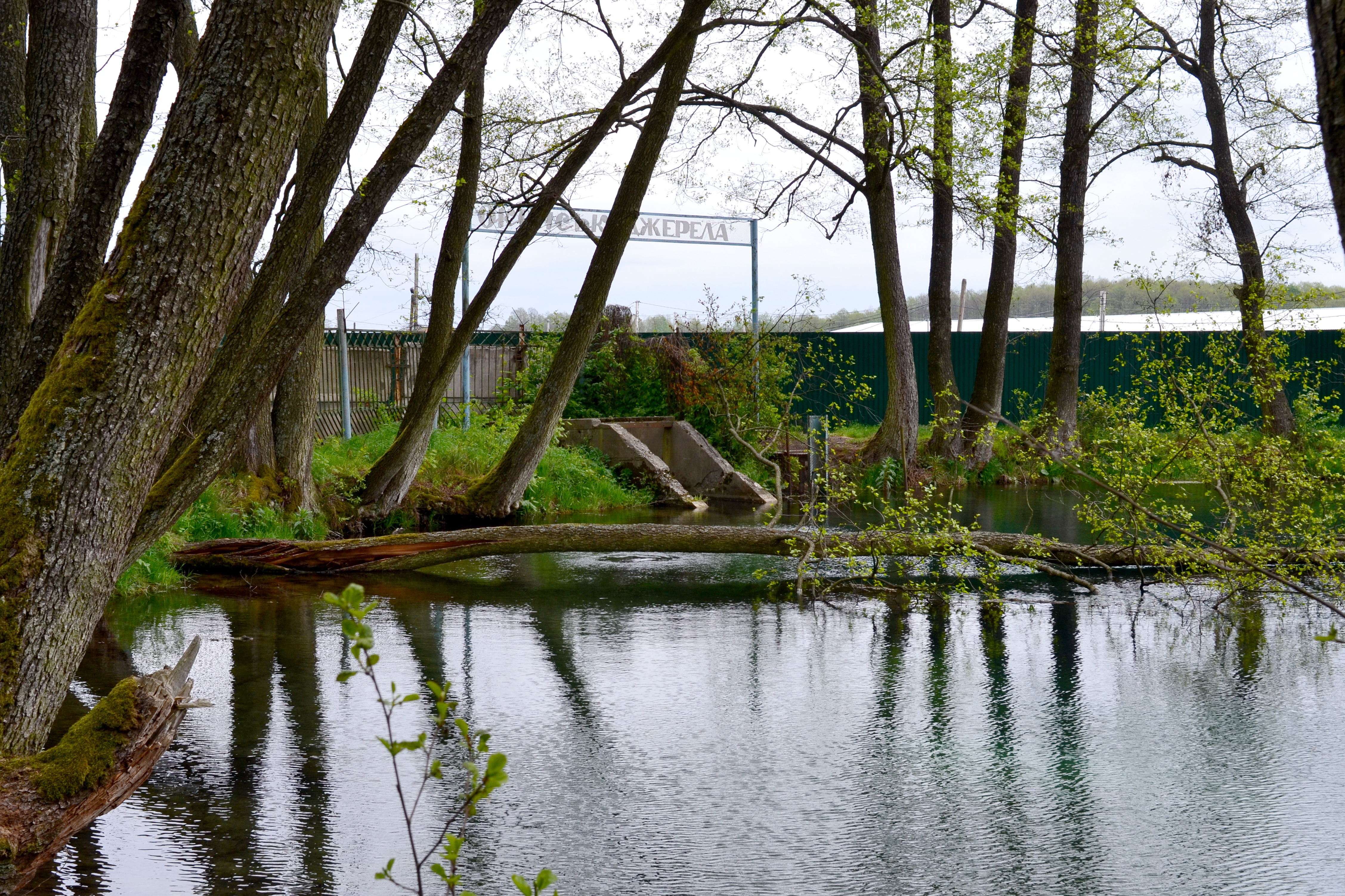
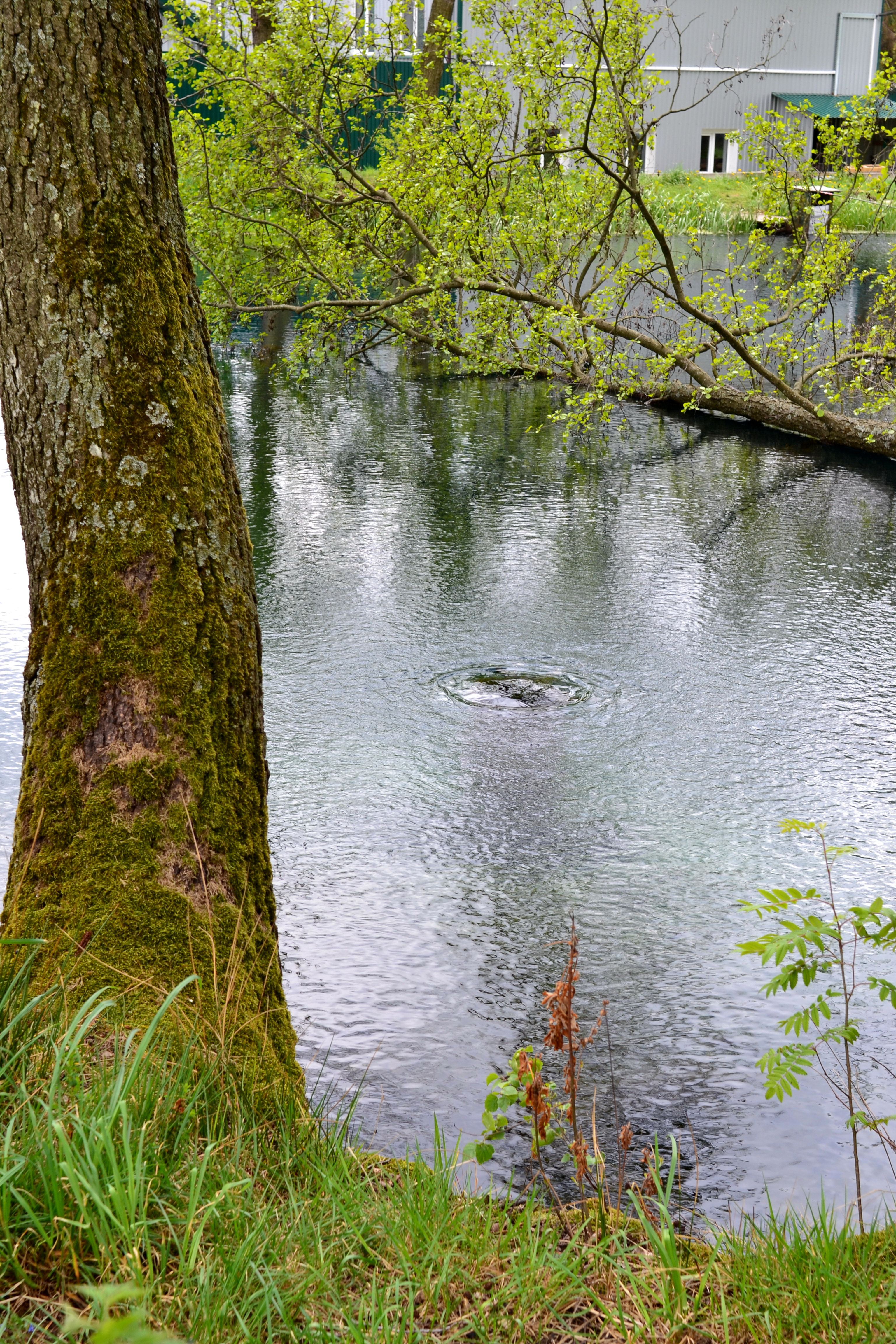

### Фото 2021 року

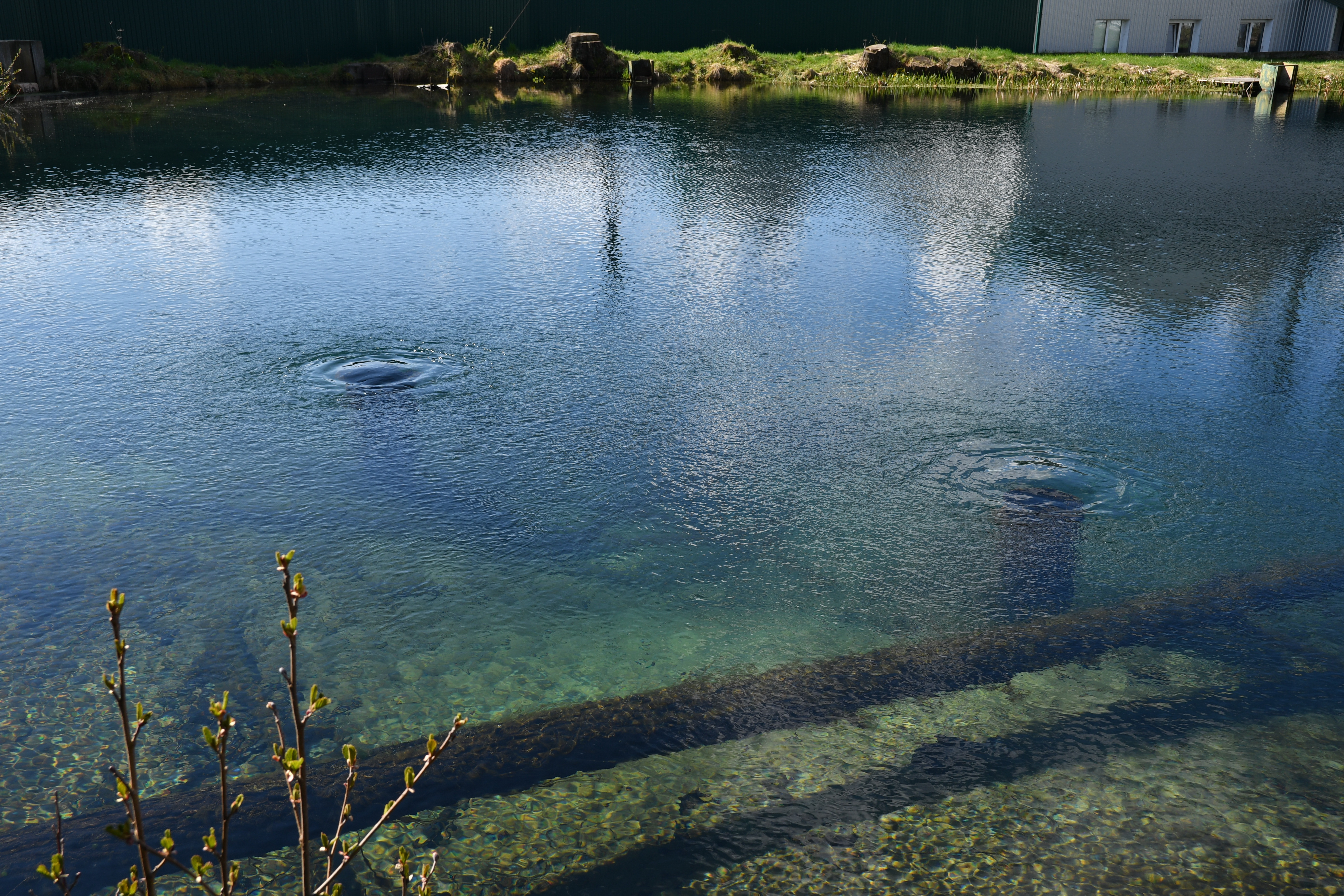
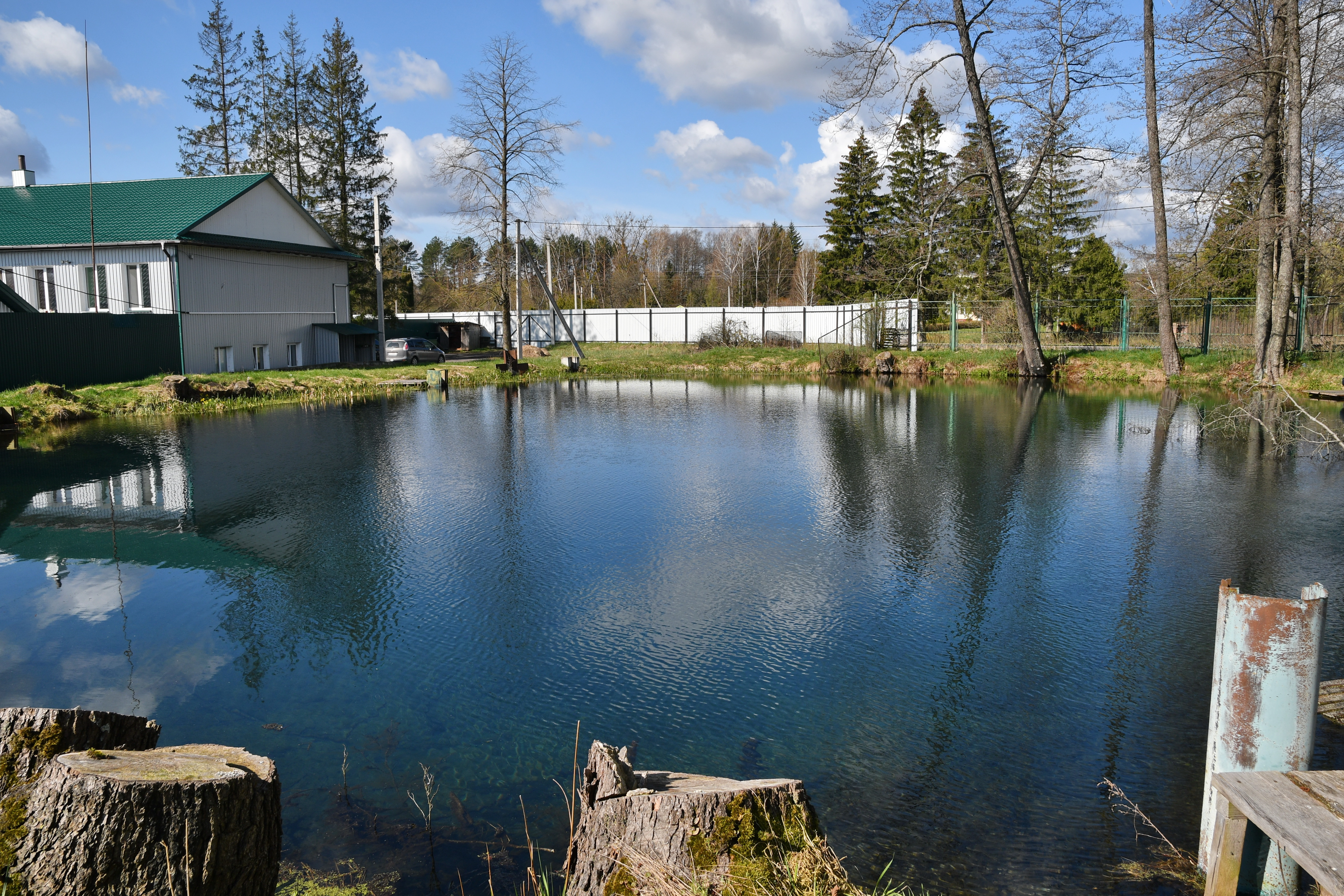

## З історії джерел
На початку XIX ст. джерело витікало на поверхню в іншому місці, за 2 км на захід від сучасного; там досі збереглась улоговина. Воно було вперше обстежене 1880 року польським геологом В. Хорошевським. Пізніше утворилося нове джерело, яке описав Павло Тутковський 1899 року. За цим описом глибина озера — 15 м, вода прозора. Температура води цілий рік однакова — майже 9°С, навіть у суворі зими озеро не замерзало. Витрата води дорівнювала 10,5 тис. м³. на добу. У 30-х роках XX ст. горловина цього потужного джерела обвалилась, і воно зникло, а на території села Оконська виникло кілька малих джерел. Було пробурено три свердловини, щоб знайти основне джерело. У 1987 році дебіт двох діючих свердловин становив бл. 70 м/с. 
З часом джерела утворили невелике озеро завглибшки 3 м і площею 0,5 га. Воно оточене валом та обсаджене деревами.